# Hikvision
Hikvision (Eigenschreibweise: HIKVISION) ist ein 2001 gegründeter chinesischer Anbieter von Videoüberwachungsprodukten und -lösungen.

## Übersicht
Das Unternehmen beschäftigt laut Bloomberg im August 2021 42.685 Mitarbeiter und ist an der Börse Shenzhen notiert. Es ist mehrheitlich im Besitz von CETC sowie im Staatsbesitz.
2024 erwirtschaftete Hikvision einen Umsatz von 12.34 Milliarden Euro. Dies entspricht einer Umsatzsteigerung von 3,53 Prozent gegenüber dem Vorjahr.
Hikvision Produkte sind in einigen Ländern verboten und stehen in vielen Ländern unter großer Kritik. Auch in Deutschland gab es erstmals 2023 größere Sicherheitsbedenken seitens der Bundesregierung. Hikvision steht auf der ukrainischen Liste der internationalen Kriegssponsoren.

## Produkte
Die Produktreihe „Darkfighter“ beinhaltet IP-Kameras.  Die „Lightfighter“-Reihe ist auf Situationen mit starkem Gegenlicht konzipiert und kann auch zur Kennzeichenerkennung verwendet werden.
Hikvision hat den HD-TVI-Standard entwickelt, der es erlaubt, HD-Videos in einem analogen Übertragungsstandard auf konventionellem Koaxialkabel störungsfrei zu übertragen. HD-TVI kommt vorrangig dort zum Einsatz, wo bereits die konventionelle Verkabelung einer bestehenden Videoüberwachungsanlage vorhanden ist.

## Kontroversen

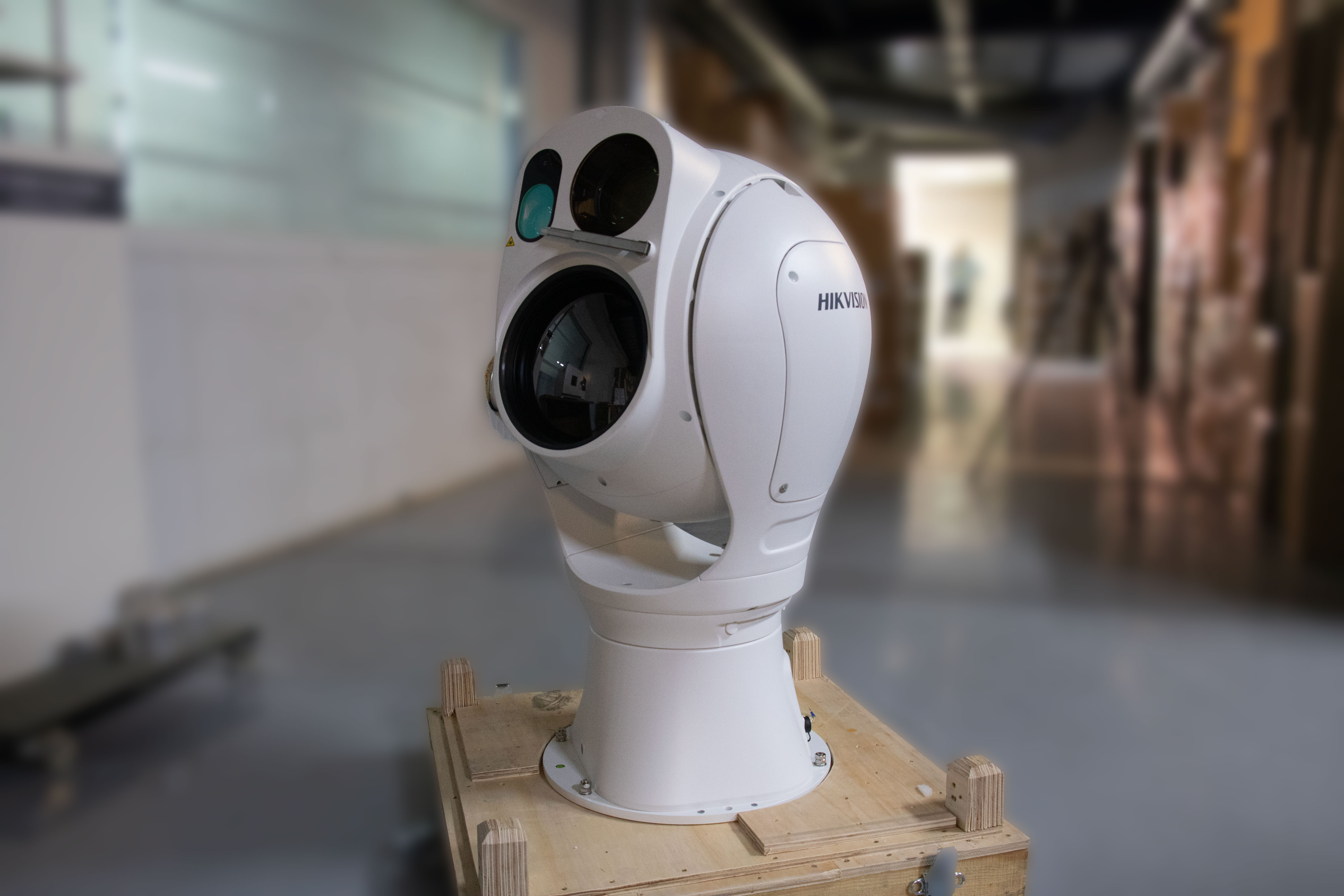
Hikvision, Thermisch en optisch bi-spectrum netwerk bol positioneringssysteem

Im Jahr 2019 wurde bekannt, dass das Unternehmen eine Überwachungskamera damit bewarb, dass diese auch ethnische Minderheiten, wie z. B. Uiguren, erkennen könne. Nach kritischen Nachfragen im Hinblick auf chinesische Menschenrechtsverletzungen gegenüber Uiguren löschte das Unternehmen die Produktseite.
Im November 2022 untersagte die Federal Communications Commission (FCC) aus Gründen der nationalen Sicherheit auf Grundlage des Secure Equipment Act von 2021 den künftigen Import und die Vermarktung von Hikvision-Produkten in den USA.
Im Februar 2023 ließ Australien am Außenministerium und an Verteidigungsstandorten unter anderem aufgrund von befürchteter Datenweitergabe an den chinesischen Geheimdienst Einrichtungen von Hikvision und von Dahua entfernen.
Im März 2023 sah das Bundesinnenministeriums ein Daten-Risiko beim Thema Überwachungstechnik aus China. Allgemein gehe die Bundesregierung von einer engen Verbindung zwischen chinesischer Wirtschaft und chinesischen Sicherheitsbehörden aus. Dies zeige sich beispielsweise bei der bestehenden Verpflichtung für chinesische Unternehmen, mit den dortigen Nachrichtendiensten zusammenzuarbeiten. Das Risiko einer Einflussnahme (der Chinesischen Nachrichtendienste) sei also stets gegeben.
Im November 2023 entdeckte ein Deutscher eine Sicherheitslücke mit hohem Schweregrad. Unbefugte konnten über den Dienst Hik-Connect Videodaten ohne Passwort einsehen. Es waren auch Geräte der Marke EZViZ und Annke betroffen.
Das Forschungsunternehmen IPVM ermittelte im November 2023, dass Hikvision eine Lösung für die Minjiang Hochschule in China entwickelt, die Verantwortliche automatisch alarmieren soll, wenn Studierende beim Fasten ertappt werden. Die 600-seitige Ausschreibung enthielt die Überwachung von Studierenden einer ethnischen Minderheit. Über die Essgewohnheiten im Fastenmonat, könne man erkennen, dass die Person muslimisch sei. Auch „tägliche Verhaltensweisen“ etwa zu ausgeliehenen Büchern sollten verfolgt werden. Bereits früher gab es Vorwürfe, dass Hikvision den sehr weitreichenden Überwachungswünschen der Volksrepublik bereitwillig nachkomme. Da es sich um ein chinesisches Staatsunternehmen handelt, wird ein geringer Handlungsspielraum von Hikvision gegenüber der autokratisch geführten Regierung der Volksrepublik China angenommen.
Juni 2025 Kanada ordnet Schließung von Hikvision Kanada vollständig an und untersagt Geschäfte in Kanada zu machen. Hintergrund sei eine Überprüfung unter Gesichtspunkten der nationalen Sicherheit. Nach dieser Überprüfung ist Kanadas Regierung zu dem Schluss gekommen, dass eine Fortführung der Geschäftstätigkeit von Hikvision Canada die nationale Sicherheit gefährde. Andere Chinesische Hersteller sind nicht betroffen. Hikvision steht schon länger im Fokus westlicher Regierungen. In den USA ist die Einfuhr und der Verkauf von Hikvision-Produkten seit Jahren verboten. Auch in Großbritannien dürfen Hikvision Geräte nicht in bestimmten staatlichen Gebäuden benutzt werden. Auch in Deutschland sah die Bundesregierung im Jahre 2023 ein Risikopotenzial.